# Подгорный (Бугульминский район)
Подгорный — посёлок в Бугульминском районе Татарстана. Административный центр Подгорненского сельского поселения.

## Описание
Расположен в 12 км к северо-востоку от Бугульмы на реке Солояз у впадения её в Бугульминский Зай. К посёлку примыкают деревня Солояз (на востоке) и село Соколка (на северо-западе). Вблизи посёлка проходит автодорога Бугульма — Азнакаево.
В посёлке имеются средняя школа, библиотека и дом культуры.

## История
В 1953 году на месте нынешнего посёлка была организована Сокольская машинно-тракторная станция. Она обслуживала колхозы и совхозы Бугульмы, Азнакаево, часть Лениногорского района. На МТС работали жители близлежащих деревень, для них были построены два барака. Через год рабочие перевезли сюда свои семьи, и на пустом месте были построены дома. Со временем центром МТС стал посёлок Подгорный; тогда он состоял всего лишь из одной улицы, менее чем из 20 домов. Вначале посёлок хотели назвать Ивановским, так как многих мужчин звали Иванами. Но другие отвергли и предложили назвать Подгорным, так как место защищено горами. К этому времени было построено 4 двухквартирных дома, столовая, контора, мастерская, 4 каменных складских помещения.
В 1962 году образовался совхоз «Сокольский» зерноживотноводческого направления. Первым директором с 1962 года до 1966 года был Батыршин. В составе совхоза было 36 деревень, 20000 га пашни. Из небольшого поселения Подгорный стал увеличиваться.
В 1966 году совхоз был разделён на 5 совхозов, из них 3 отошли в Азнакаевский район. С 1966 по 1970 год директором совхоза был А. Г. Александров. В эти годы росло население, развивалось производство, строились первые двухэтажные дома со всеми удобствами. В 1968 году ко Дню Победы в Великой Отечественной войне был поставлен памятник павшим воинам, заложена капсула с именами погибших героев, заложен парк, посажена аллея вдоль дороги. Инициаторами создания памятника были А. Г. Александров и А. А. Винокуров. В эти годы получает развитие свиноводство и как следствие — увеличение населения. Посёлок уже тогда привлекал людей красотой природы, благоприятными условиями для жизнедеятельности, были построены медпункт, почтовое отделение.
В начале 1971 года директором совхоза становится Д. М. Мубаракшин. Это был очень интересный собеседник; каждая встреча с ним — как маленький экскурс в историю. В годы его работы резко увеличились доходы производства, в связи с чем началось крупное строительство жилищно-коммунальных объектов. В 1981 году были построены школа, детский сад. Первым директором школы была Малыхина Валентина Петровна, которая отдала много сил и душевного тепла своим ученикам, коллегам, односельчанам.
В 1986 году были построены дом культуры, 22 двухэтажных дома, телефонная станция. Численность населения выросла до 2,5 тысяч человек.
К 50-летию Победы в Великой Отечественной войне был открыт памятник погибшим солдатам с мемориальными досками, где высечены фамилии погибших воинов всех сел, входящих в состав сельсовета.